# Eupterote cupreipennis
Eupterote cupreipennis är en fjärilsart som beskrevs av Moore 1884. Eupterote cupreipennis ingår i släktet Eupterote och familjen Eupterotidae. Inga underarter finns listade i Catalogue of Life.